# Parco del Monte Subasio
Il parco del Monte Subasio è un'area naturale protetta della regione Umbria istituita nel 1995. Il suo territorio si estende in quattro comuni della provincia di Perugia: Assisi, Nocera Umbra, Valtopina e Spello.

## Ambiente
Nel territorio del Parco sono stati individuati cinque Siti di Interesse Comunitario (SIC), ambiti concepiti per la tutela e la conservazione degli habitat naturali e delle specie animali e vegetali. Essi sono: Fiume Tescio (parte alta); Colli Selvalonga – Il Monte (Assisi); Monte Subasio (sommità); Fosso dell'Eremo delle Carceri (Monte Subasio); Poggio Caselle - Fosso Renaro (Monte Subasio).

## La fauna
La fauna del parco comprende il lupo, il cinghiale, l'upupa, l'istrice ed il barbagianni.